# Tren Villena-Alcoi-Iecla

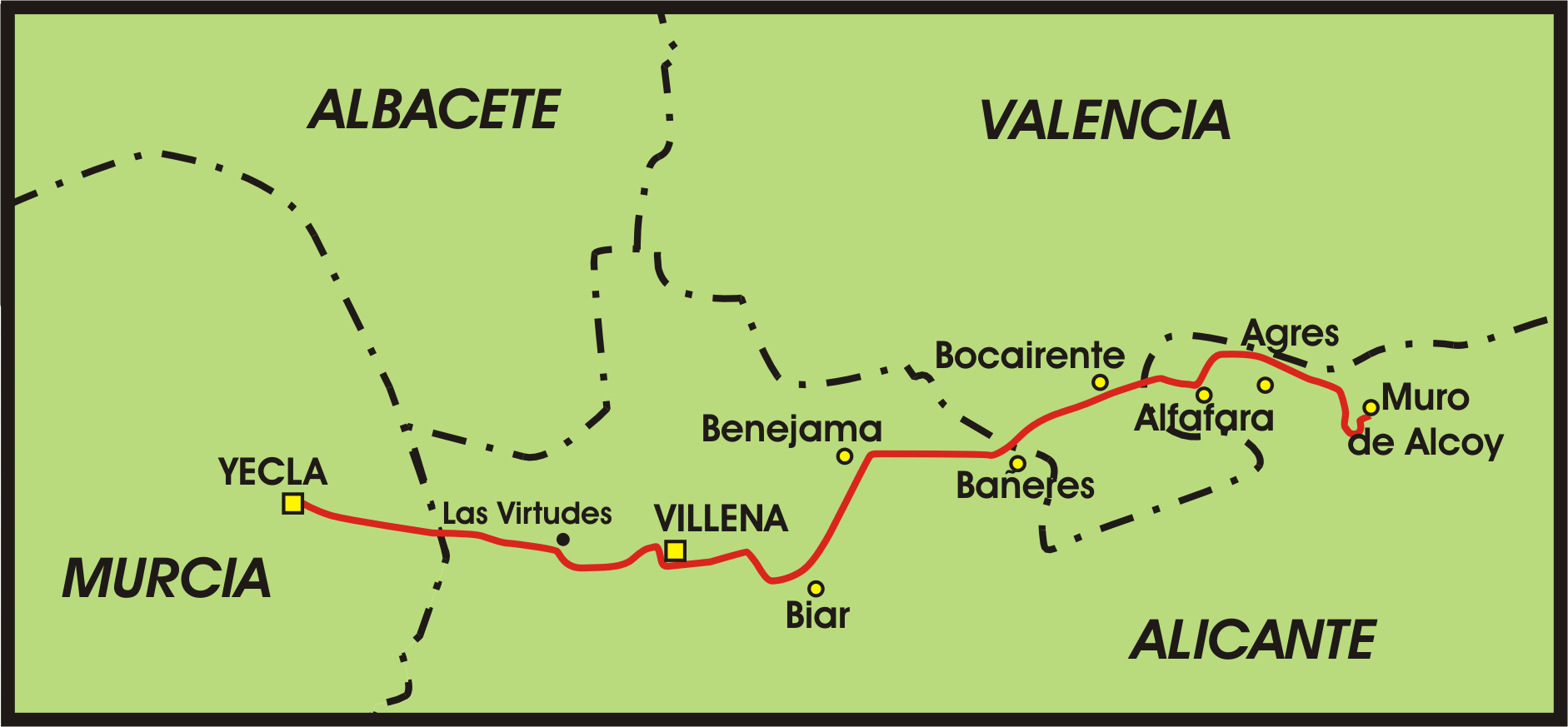
Trajecte de la primera línia de la VAY, entre Iecla i Muro d'Alcoi

Ferrocarriles de Villena a Alcoy y Yecla (també coneguda com a VAY, i popularment com a el tren Xitxarra) va ser una companyia de ferrocarrils de via estreta espanyola que va operar entre 1884 i 1969 i que va arribar a unir Cieza (Regió de Múrcia) amb Gandia (La Safor, País Valencià).

## Història

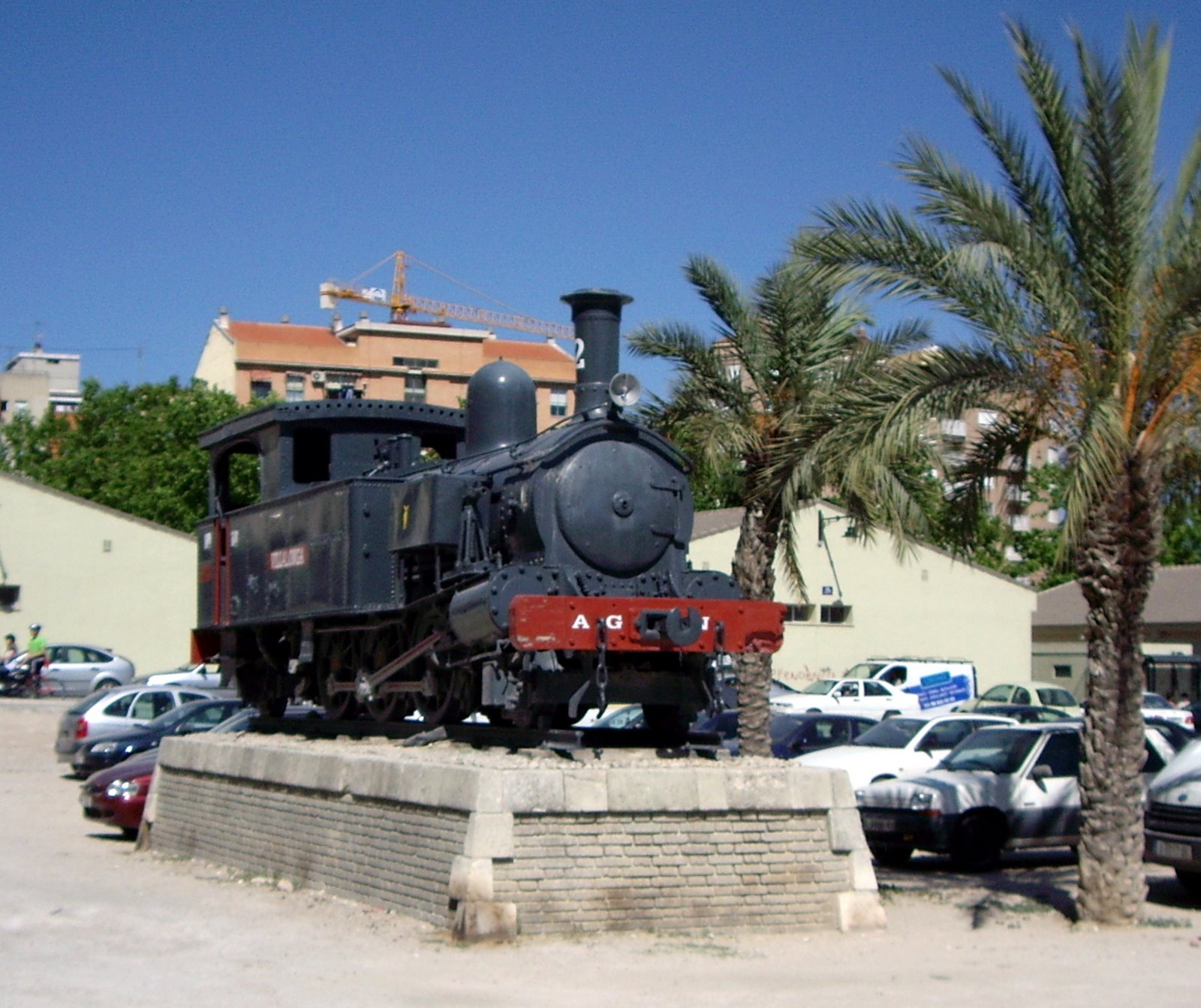
La Villalonga, antiga màquina del tren Xitxarra, situada a la Zona Nord d'Alcoi. Aquesta màquina era de les que feia el tram Alcoi-Gandia.

El primer tram de la VAY es va inaugurar, entre Villena i Banyeres, el 1884. La finalitat principal d'esta línia era exportar vi des del port d'Alacant, però va tenir també un important tràfic de passatgers. Segons el pla inicial, havia d'arribar fins a Alcoi passant per Banyeres, Bocairent, Agres i Muro d'Alcoi, però no va arribar a realitzar-se en la seua totalitat. Quan en 1909 es va ampliar la línia a fins a Muro, s'enllaçava allà amb el Tren Alcoi-Gandia (línia en la qual operava amb pagament de peatge) i el tren es desviava d'Alcoi, a la que mai no va arribar sinó mitjançant transbord. Per l'altre extrem arribava fins a Iecla (Múrcia) i, donat l'apogeu del ferrocarril a partir dels anys 20, en 1924 es va prolongar la línia fins a Jumella i Cieza. En 1965 es va concedir la línia a la Feve i l'1 de juliol de 1969 (dos mesos i mig després del tancament de la línia Alcoi-Gandia) es va realitzar el seu últim trajecte, a causa dels deutes acumulats que feien inviable el manteniment, ja que, amb una velocitat mitjana de 14,5 km/h ja no podien competir amb el transport per carretera.

## Característiques
Es tractava d'un ferrocarril modest i gairebé autosuficient. Als seus tallers de Villena es construïen artesanalment els seus cotxes i automotors, tant per a passatgers com per a mercaderies, segons el disseny patentat de Miguel Ybern, llavors director del ferrocarril. Només es compraven les locomotores de vapor. L'empresa, que va arribar a tenir gairebé 200 empleats, era la número 104 d'Espanya quant a actius en 1917. Els seus trens es coneixien popularment com Xitxarrra donat el seu aspecte exterior i el monòton soroll de les màquines.

## El traçat en l'actualitat
Una vegada tancada la línia, es van començar a desmuntar les vies i la major part dels ponts, sobretot els metàl·lics. Tanmateix, a partir de 2002 des de diverses associacions es comença a pressionar per a la recuperació d'aquest trajecte com a sender. En 2004 es va reinstal·lar el viaducte que salvava el riu Vinalopó entre Villena i Biar i també el pont que el creuava a l'altura de Beneixama. En 2007 es va prolongar el projecte fins a Muro. Així mateix, s'ha recuperat com a Via verda el trajecte entre Iecla i Cocentaina, el que es denomina Via Verda del Xitxarra. Per tant, avui dia és transitable, a peu o amb bicicleta, gran part del qual va ser l'antic traçat del ferrocarril.